# Paraphlepsius humidus
Paraphlepsius humidus är en insektsart som beskrevs av Van Duzee 1892. Paraphlepsius humidus ingår i släktet Paraphlepsius och familjen dvärgstritar. Inga underarter finns listade i Catalogue of Life.